# HD40009
HD40009 — хімічно пекулярна зоря спектрального класу A1, що має видиму зоряну величину в смузі V приблизно  9,0.
Вона  розташована на відстані близько 551,9 світлових років від Сонця.